# Crumpsall
Crumpsall – dzielnica miasta Manchester, w Anglii, w hrabstwie Wielki Manchester, w dystrykcie metropolitalnym Manchester. W 2011 roku dzielnica liczyła 15 959 mieszkańców.